# Akechi Tetsudō
Die Akechi Tetsudō (jap. 明知鉄道株式会社, Akechi Tetsudō kabushiki-gaisha), auch Aketetsu (明鉄) genannt, ist eine japanische Bahngesellschaft mit Sitz in Ena in der Präfektur Gifu. Sie ist die Betreiberin der Akechi-Linie.

## Unternehmen
Bei der Akechi Tetsudō handelt es sich um ein so genanntes „Unternehmen des dritten Sektors“, also eine Kooperation zwischen der öffentlichen Hand und Privatunternehmen. Die wichtigsten Aktionäre sind die Präfektur Gifu (32,5 %), die Stadt Ena (28,25 %), die Stadt Nakatsugawa (4,75 %), das Einzelhandelsunternehmen Valor (3,5 %) und das Busunternehmen Heiwa Corporation (3,5 %).
Neben der Akechi-Linie betreibt das Unternehmen ein Restaurant, einen Laden, ein Museum (alle im Bahnhof Yamaoka), einen Online-Shop und zwei Buslinien.

## Geschichte
Als Folge des 1980 verabschiedeten Eisenbahnrestrukturierungsgesetzes empfahl das Verkehrsministerium im September 1981 die Umstellung von 83 defizitären Bahnstrecken auf Busbetrieb, wovon auch die Akechi-Linie betroffen gewesen wäre. Lokale Behörden wehrten sich dagegen und setzten durch, dass die Akechi-Linie an eine neue Bahngesellschaft ausgelagert wird. Ihre Gründung der Akechi Tetsudō erfolgte am 21. Mai 1985 und am 16. November desselben Jahres trat die Japanische Staatsbahn die Strecke ab.
Die neue Betreiberin richtete zusätzliche Haltestellen ein und begann, mittels Sonderfahrten und verschiedener Aktionen zusätzliche Fahrgäste zu gewinnen, um das Defizit möglichst gering zu halten. Einen großen Teil der Einnahmen machen der Schülerverkehr nach Ena sowie der Ausflugsverkehr nach Akechi (Standort eines Freilichtmuseums) aus. Zusätzlich werden auf dem Gelände des Bahnhofs Akechi Präsentationen von Dampflokomotiven durchgeführt (inkl. Mitfahrgelegenheiten).